# Palau Gravina
El Palau Gravina o Palau del Comte de Lumiares és un edifici històric de la ciutat d'Alacant. Actualment és la seu del Museu de Belles Arts Gravina.
Es va construir al segle xviii i va servir de residència per a Antoni Valcárcel Pío de Saboya, comte de Lumiares (1748-1808). En estar ubicat al carrer Gravina (antic carrer del Postiguet), a la ciutat vella alacantina, també va rebre aquesta denominació. L'abril del 1770, el palau original es va ampliar amb la compra de les dues cases contigües, per la part de Llevant.
És de planta rectangular, amb tres entrades a la façana principal, de les quals hi destaca la del centre per la seua ornamentació. Consta de tres altures: la planta baixa és diàfana, amb arcs de mig punt en les portades, així com finestres quadrangulars. Per la seua banda, a la planta noble cal destacar les finestres i els balcons que s'obrin al carrer.